# Svartbrödraklostret i Stockholm

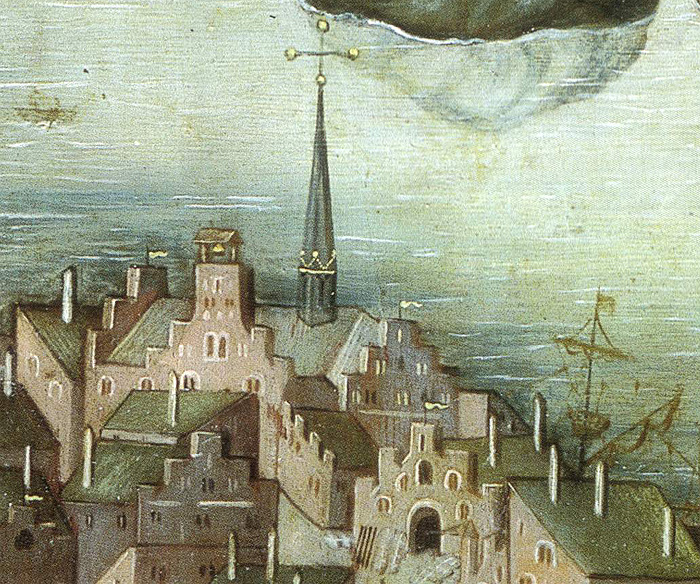
Dominikanerkyrkan på Vädersolstavlan 1535

Svartbrödraklostret (eller Stockholms konvent) var ett dominikankloster på Stadsholmen i Stockholm som grundlades av kung Magnus Eriksson år 1336, då han donerat en tomt på södra Stadsholmen till svartbröderna. På order av Gustav Vasa i samband med reduktionen revs klostret 1547. En del av källarvalven är bevarade och kan beses. Dagens Svartmangatan, som ledde ner till klostret, påminner fortfarande om svartbröderna.

## Ankomst
Dominikanmunkarna, eller svartbröderna som de också kallas, är en tiggarorden. Orden instiftades av Dominicus 1216. Namnet "svartbröderna" fick de därför att de är klädda i svart mantel med kapuschong. På 1220-talet kom bröderna till Sverige och uppförde kloster i Sigtuna och Strängnäs. Snart sökte man en tomt för att uppföra ett härbärge eller ett kloster även i Stockholm. Man fann också en passande tomt vid Södra bron (bron mellan Stadsholmen och Södermalm), men kungens fogde på slottet Tre Kronor gjorde också anspråk på fastigheten. Enligt en annan källa köpte sigtunabröderna ett hus vid Södra bron 1289, där de bodde under sina tiggarresor till Stockholm.

## I kvarteret Venus

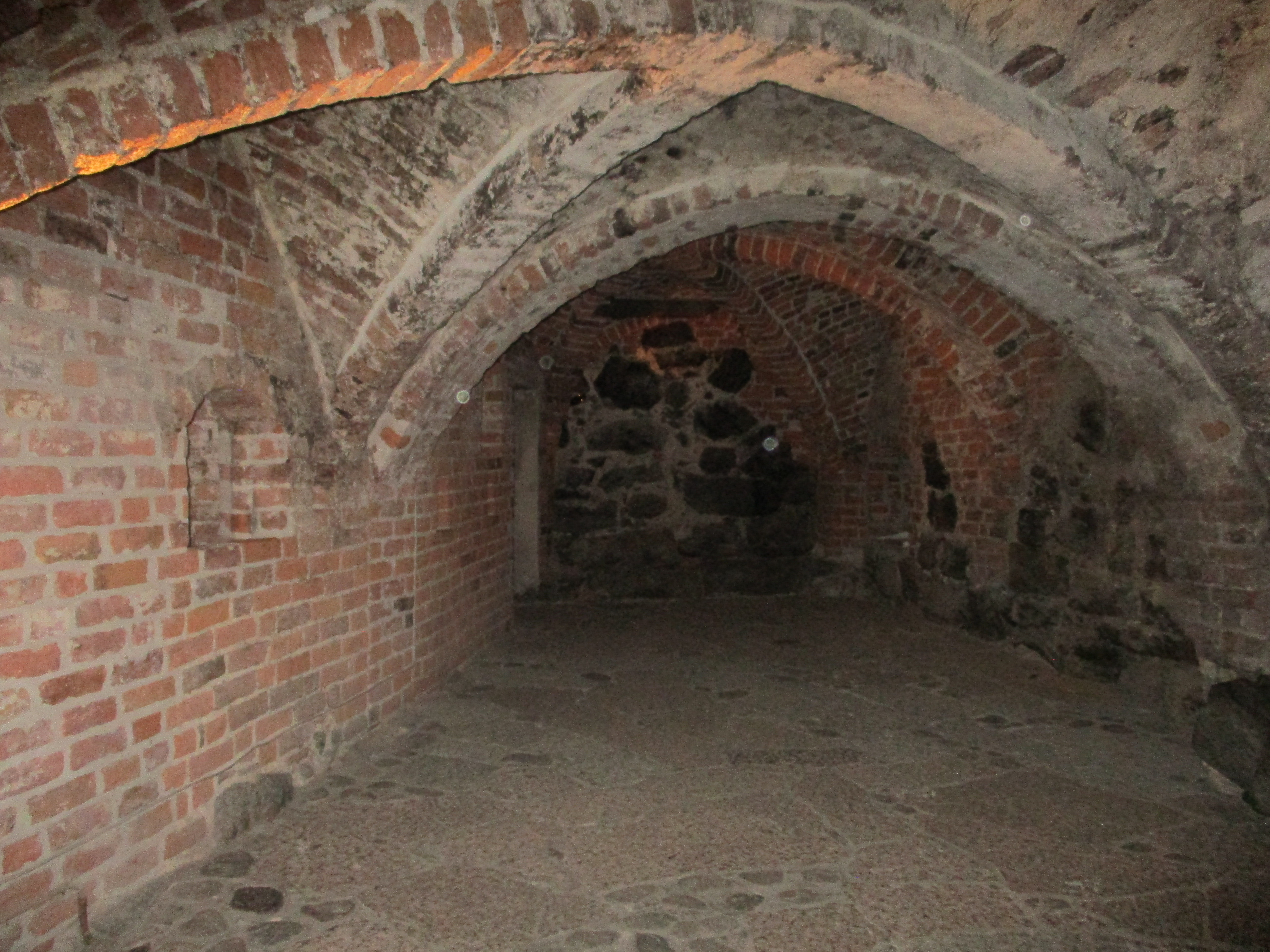
Svartbrödraklostrets källare 2023.

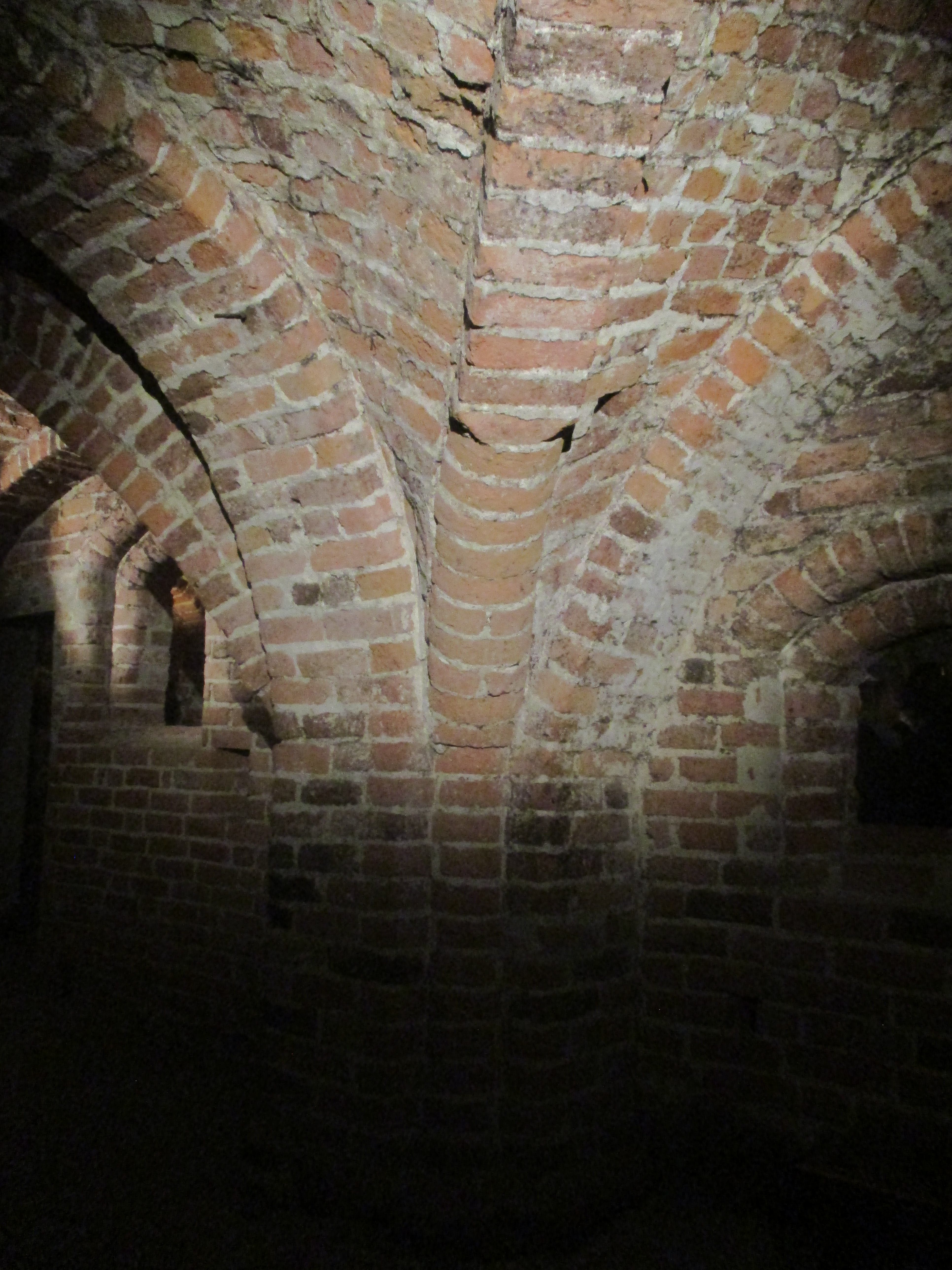
Källarvalvstegel från 1300-1400-tal.

Det skulle dröja ända till år 1336 innan tomtfrågan löste sig. Då donerade den nyligen krönte Magnus Eriksson en av kronans tomter till svartbröderna. Den låg vid dagens Prästgatan/Österlånggatan, strax innanför 1200-talets gamla stadsmur. 
Året därpå gav Magnus Eriksson även en större penningsumma till svartbröderna. Inte förrän år 1343 kunde konventet byggas klart efter att påven utfärdat ett byggnadstillstånd. Anledningen till dröjsmålet var osämja mellan påven och bröderna i Strängnäs. På 1300-talets mitt kunde klostret byggas upp och mot slutet av 1300-talet hade klostret nått ett visst anseende. År 1359 ska den unga svenska drottningen Beatrix och hennes nyfödde son enligt vissa historikers antaganden ha begravts i klosterkyrkan, och år 1377 (enligt säkrare uppgifter) drottning Rikardis.
Klostret förstördes fullständigt vid en svår brand som drabbade Stadsholmen år 1407 där även några munkar omkom i eldsvådan. På kort tid återuppbyggdes klostret, nu större och vackrare än förut. Det nya klostret var Stockholms största och spelade även en viss politisk roll. Här utsågs Karl Knutsson (Bonde) till rikshövitsman under Engelbrektsupproret 1436, och här valdes Sten Sture den äldre för andra gången till riksföreståndare 1501.
Om klostrets utbredning och övriga till klostret hörande byggnader finns olika teorier. 1929 genomförde Tord O:son Nordberg, sedermera stadsantikvarie, omfattande undersökningar och uppmätningar i kvarteren Venus och kvarteret Juno. Han fann rester av medeltida murar i flera källare som, enligt hans uppfattning, gör det troligt att klosterbyggnaderna till största delen legat i kvarteret Venus och kyrkan i kvarteret Juno.
Det förmodas att klosterkällaren under senmedeltiden utarrenderades som kroglokal till en vinhandlare, med direkt ingång från gatan men utan förbindelse med klostret. Vid detta tillfälle byggdes en av de stora öppna spisarna om till bakugn. Att det rörde sig om ett utskänkningsställe framgår av en dom år 1479, då en person dömdes "för det han drog en kniv åt vinmannen under Svartbrödraklostret".

## Rivning
År 1528 upplöste Gustav Vasa klostret, men klosterkyrkan stod kvar och några huslängor likaså. Några munkar bodde kvar under en tid.  Först 1547 revs klostret och byggnadsmaterialet användes till om- och tillbyggnader av slottet Tre Kronor. Huslängorna revs inte utan såldes till privatpersoner som bostäder. I Stockholms tänkebok av den 6 juni 1547 står: "Anno dni 1547. Dhå brótz swartmunka klóster nidher i grundh och fórdis tiill slottet." (Anno domini 1547. Då bröts svartmunka kloster ner till grunden och fördes till slottet.)
Klostret revs inte ända ner till grunden, utan några källarvalv sparades som idag kan besökas. Det är två källarrum med sju mäktiga tegelvalv vid  Södra Benickebrinken 4 invid Österlånggatan i Gamla stan, vilka ursprungligen antas ha använts som härbärge för vägfarare och pilgrimer. Källarrummen förvaltas av Stockholms medeltidsmuseum.
Tomten stod länge obebyggd, till Carl Carlsson Gyllenhielm, som erhöll tomten i förläning lät uppföra ett residens på dess plats, som stod färdigt 1627. På platsen återfinns idag bland annat Ehrenstrahlska huset.

## Bilder

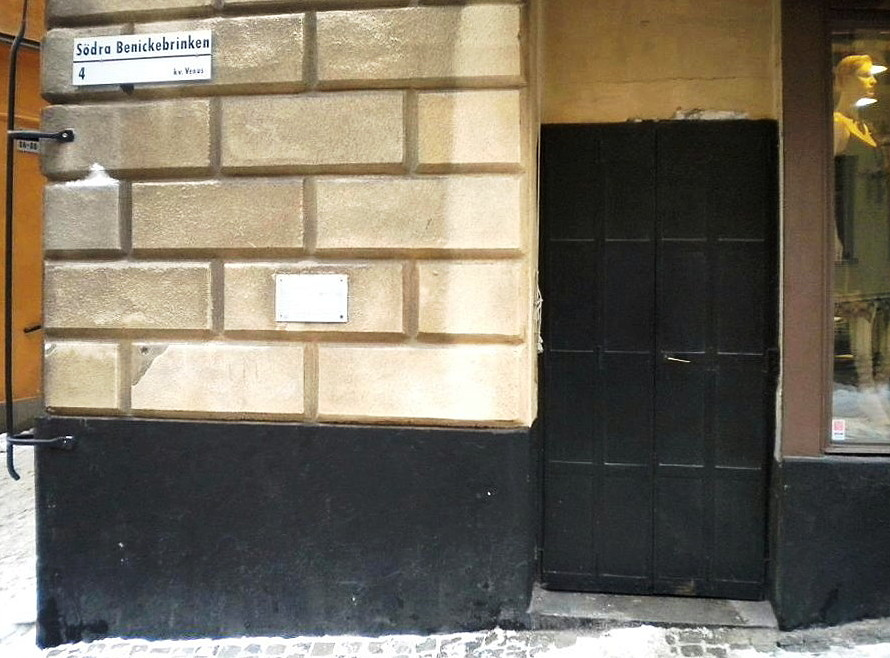
Södra Benickebrinken 4, entrén till Svartbrödraklostrets källarvalv.
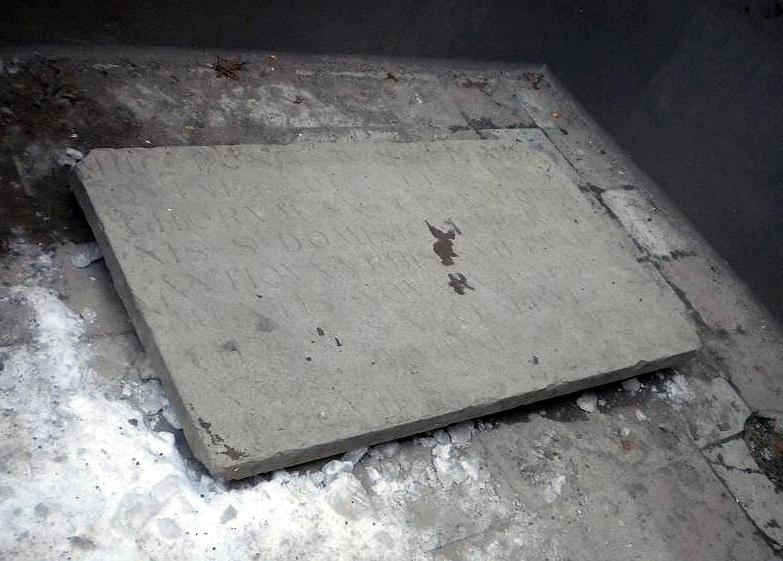
Sentida minnestavla på Estniska skolans gård över begravda i Svartbrödraklostret.
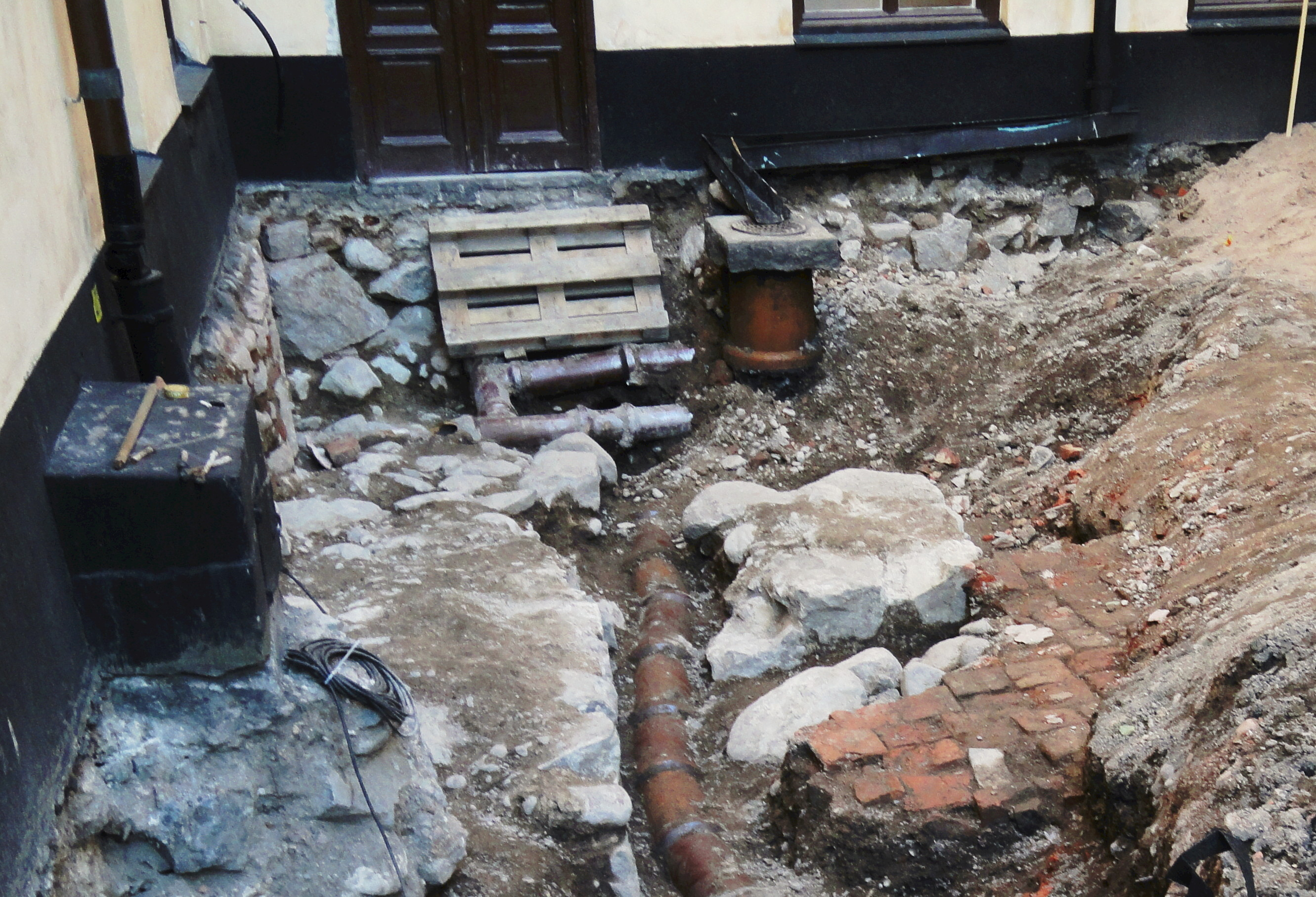
Utgrävninger 2010, rester av tegelgolvet i kvarteret Venus.
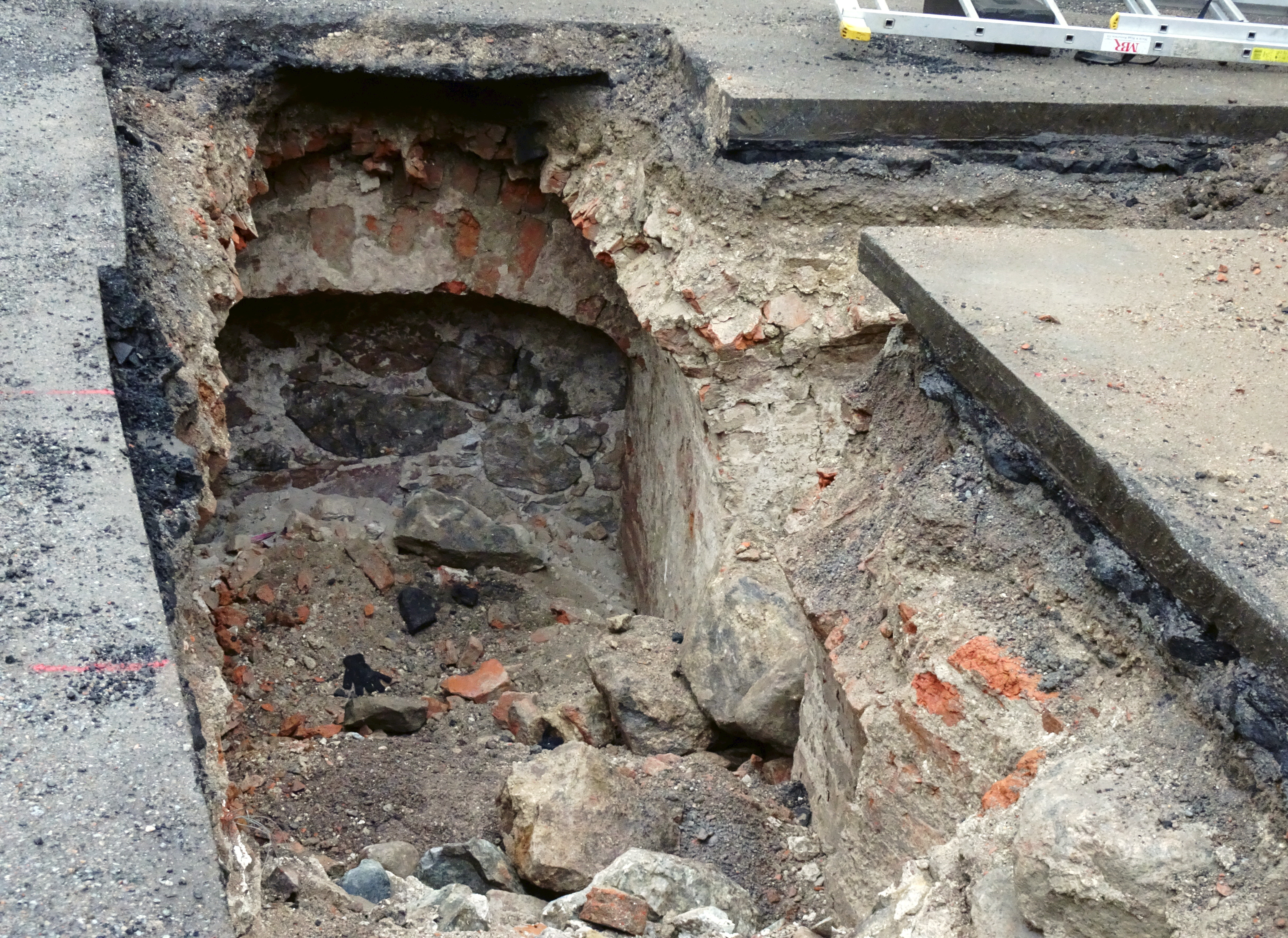
Utgrävningar 2016, rester av fundament på Storkyrkoskolans skolgård.